# ثوم إيفانز
ثوم إيفانز (بالإنجليزية: Thom Evans)‏ هو لاعب اتحاد الرغبي بريطاني، ولد في 2 أبريل 1985 في هراري في زيمبابوي.

## وصلات خارجية
- ثوم إيفانز على موقع ThePowerOf10.info (الإنجليزية)
- ثوم إيفانز عل موقع إسبنسكروم (الإنجليزية)
- ثوم إيفانز على موقع IMDb (الإنجليزية)
- ثوم إيفانز على موقع ميوزك برينز (الإنجليزية)